# Hypodactylus lucida
Hypodactylus lucida är en groddjursart som först beskrevs av David Cannatella 1984.  Hypodactylus lucida ingår i släktet Hypodactylus och familjen Strabomantidae. IUCN kategoriserar arten globalt som akut hotad. Inga underarter finns listade i Catalogue of Life.